# كاي آيفي
كاي إيلين آيفي (بالإنجليزية: Kay Ivey) (من مواليد 15 أكتوبر عام 1944): هي سياسية أمريكية تشغل منصب الحاكم الرابع والخمسين لولاية ألاباما منذ عام 2017، وهي عضو في الحزب الجمهوري. شغلت أيضًا منصب أمين خزينة ولاية آلاباما الثامن والثلاثين من عام 2003 حتى عام 2011، ومنصب نائب الحاكم الثلاثين لولاية آلاباما منذ عام 2011 حتى عام 2017. أصبحت آيفي ثاني امرأة تشغل منصب حاكم ولاية آلاباما، وأول امرأة تشغل منصب «حاكم جمهوري» عند استقالة الحاكم الذي سبقها، روبرت جي. بنتلي.
فازت كاي بفترة ولاية كاملة في انتخابات حكم عام 2018، بفارق كبير ضد منافسها والت مادوكس.

## نشأتها والتعليم
وُلدت آيفي في 15 أكتوبر عام 1944، في كامدين في آلاباما، هي طفلة وحيدة لوالدها بودمان نيتلز آيفي (1913 - 1997) ووالدتها باربرا إليزابيث (نيتلز) آيفي (1915–1998). كان والدها رائدًا في الجيش في الحرب العالمية الثانية، وشارك لاحقًا في البرنامج الفدرالي «وكالة إدارة المزارعين الحكومية (FmHA)» في مجتمع بويكين في آلاباما (غييز بيند).
عملت آيفي في مزرعة والدها خلال نشأتها في كامدين. تخرجت من جامعة أوبرن، حيث كانت عضوًا في منظمة دلتا ألفا جاما (ΑΓΔ)، وأصبحت رئيسًا لصف الصرف في السنة الأولى، وعملت في رابطة الاتحادات الطلابية خلال السنوات الأربع التي قضتها في الجامعة. شاركت آيفي في المسرحية الهزلية «الوجه الأسود» أثناء وجودها في أوبرن، التي اعتذرت عنها لاحقًا.
انتقلت آيفي بعد زواجها إلى كاليفورنيا في عام 1967، ودَرَّست في المدرسة الثانوية عدة سنوات. عادت إلى آلاباما بعد انتهاء زواجها، وتسلمت منصبًا في البنك التجاري الوطني، حيث أطلقت برنامج «العلاقات المدرسية» لمحو الأمية المالية. تطلقت آيفي مرتين دون أن تنجب أطفالًا.

## الدخول في السياسة
عَيَّن الحاكم فوب جيمس، آيفي في عام 1979 للعمل في مجلس الوزراء. عملت لاحقًا كاتبة عامة لمجلس النواب في آلاباما بين عامي (1980 و 1982)، وشغلت منصب مساعد مدير مكتب تطوير آلاباما بين عامي (1982 و 1985).
ترشحت آيفي في عام 1982 بصفتها عضوًا في الحزب الديمقراطي، لمنصب «مُراجع لحسابات الدولة». كانت مديرة الشؤون الحكومية والاتصالات في لجنة آلاباما للتعليم العالي من عام 1985 حتى عام 1998.

### أمين خزينة الدولة (2003 – 2011)
تولت آيفي منصب أمين خزينة الدولة في عام 2003، بعد هزيمة ستيفن بلاك، حفيد قاضي المحكمة العليا في الولايات المتحدة هوجو بلاك، في الانتخابات العامة التي حصلت عام 2002، بفارق أصوات (52 - 48 %). تغلبت آيفي في انتخابات عام 2006 على عضو الحزب الديمقراطي ستيف سيغريست بفارق أصوات (60 - 40 %). تُعتبر آيفي أول أمين خزينة جمهوري مُنتخب منذ عصر إعادة الإعمار.
أشرفت آيفي -بصفتها أمين خزينة الدولة- على الانهيار المالي شبه الكامل لبرنامج الرسوم الدراسية المعقولة السعر (PACT). أكدت الدولة بموجب هذا البرنامج لعشرات الآلاف من عائلات آلاباما، بأن استثمارهم في البرنامج سيضمن لأطفالهم أربع سنوات دراسية في أي كلية حكومية. رفعت العديد من كليات الولاية بعد بدء البرنامج من تكلفة التعليم، بما يعادل ثلاثة أضعاف معدل تضخم الأسعار (أو أكثر)، لذت أصبح البرنامج مُرهقًا من الناحية المالية، وأُنقذ فيما بعد من قبل مجلس ولاية آلاباما التشريعي. لم تؤخذ بعين الاعتبار هذه الزيادة غير المسبوقة وغير المتوقعة في التعليم، عندما طُوّر البرنامج.

## نائب الحاكم (2011 - 2017)

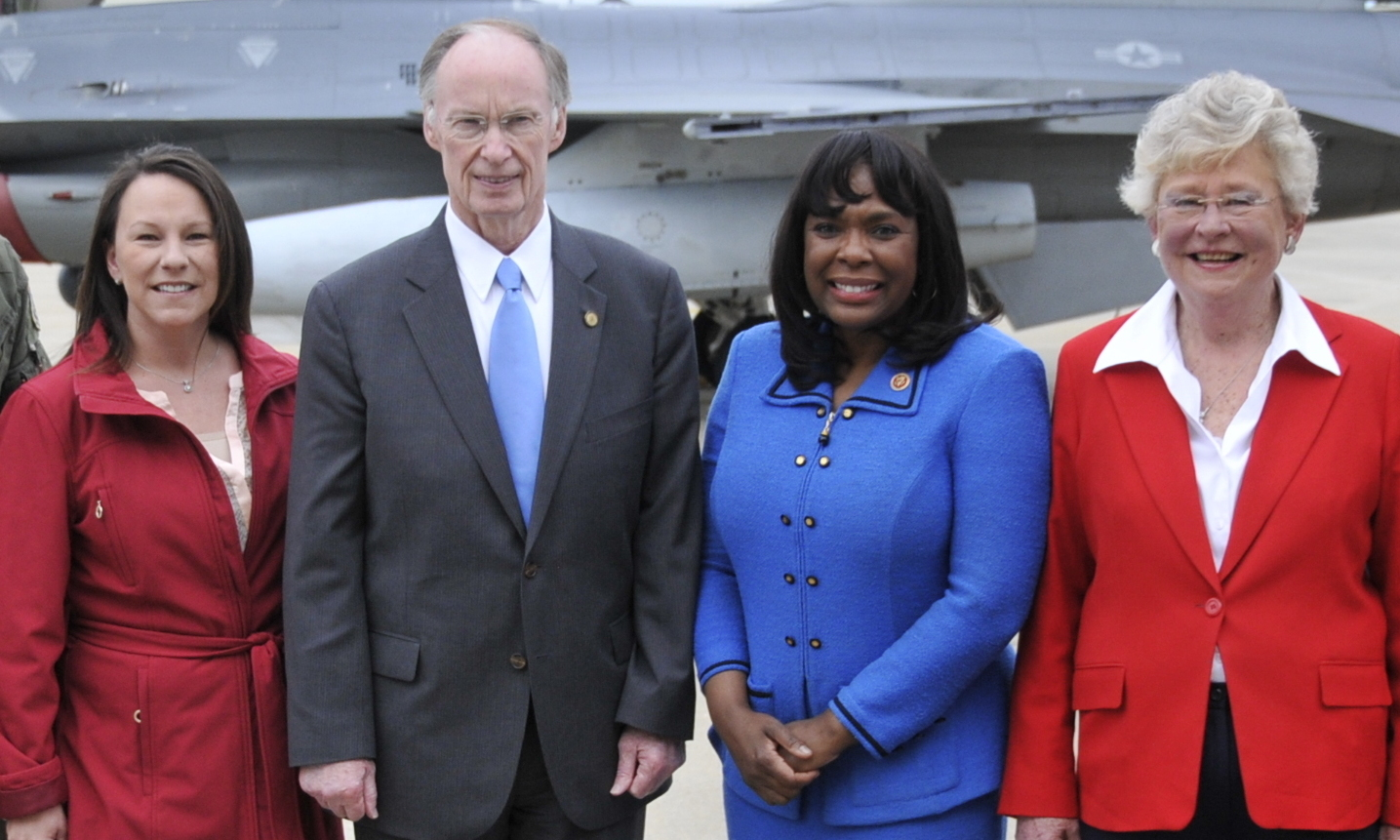
كاي آيفي خلال مراسم نشر القوات العسكرية للولايات المتحدة

لم تكن آيفي مؤهلةً لالتماس إعادة الانتخاب لفترة ولاية ثالثة بصفة أمين للخزينة في عام 2010 بموجب دستور آلاباما. ظهر اسمها في عام 2010 في تخمينات الصُحف لأسماء المرشحين لمنصب حاكم الولاية.
وضعت آيفي اسمها في عام 2009 في قائمة انتخابات المرشحين الجمهوريين لمنصب الحاكم عام 2010، إذ انضمت إلى حقل مزدحم يتكون من سبعة مرشحين جمهوريين. تخلت آيفي عن ترشيحها لمنصب الحاكم في مارس عام 2010، وتأهلت للترشح لانتخابات منصب نائب الحاكم. وضعت آيفي اسمها في قائمة انتخابات المرشحين الجمهوريين ضد سيناتور الولاية المونتيفالي هانك إرفين، والمُدرّس البالدويني جين بوندر. فازت آيفي بالترشيح في الانتخابات التمهيدية التي حصلت في يونيو عام 2010 بنسبة 56.6 % من الأصوات، ونسبة 31.4 % إلى إروين ونسبة 12 % إلى بوندر.
تغلبت آيفي في انتخابات نوفمبر عام 2010 -خلال حملة اجتياح للدوائر الجمهورية على مستوى الولاية- على شاغل منصب نائب حاكم الولاية جيم فولسوم جونيور، الذي سعى بدوره للحصول على ولاية رابعة غير مسبوقة، إذ حصلت آيفي على 76412 صوتًا مقابل 718636 صوتًا لفولسوم.
تحدى القَسّ الجيفرسوني ستان كوك، آيفي في عام 2014 في انتخابات الجمهوريين التمهيدية. تلقت آيفي الدعم من جماعات الضغط الكُبرى، مثل مجلس الأعمال في آلاباما، ومؤسسة آلاباما للبيع بالتجزئة، واتحاد مزارعي آلاباما، وجمعية تحريج آلاباما. تغلبت آيفي على كوك في الانتخابات التمهيدية، إذ حصلت على 25788 صوتًا (61.68 %) مقابل 160.023 صوتًا لكوك (38.32 %). واجهت آيفي في الانتخابات العامة المُرشح الديموقراطي جيمس سي. فيلدز، المُشرّع السابق للولاية. نجحت آيفي في نوفمبر عام 2014 بإعادة انتخابها بـ 738,090 صوتًا مقابل 428,007 أصوات لفيلدز. كانت هذه المرة الأولى التي يُنتخب فيها جمهوريًا بصفته نائب حاكم في تاريخ الولاية.

## حاكم ولاية ألاباما (2017–الآن)

### سياسة الرعاية الصحية
أعلنت آيفي في مارس عام 2018، أن آلاباما ستسعى للحصول على تصريح لوضع متطلبات العمل أو التدريب المهني على تأمين مخصصات المعونة الطبية لنحو 75000 من البالغين القادرين على العمل، والذين يبلغ دخلهم بضع مئات من الدولارات شهريًا. أكدت أن متطلبات العمل من شأنها «توفير أموال دافعي الضرائب، وسوف تحجز خدمات المساعدة الطبية أيضًا لأولئك الذين يحتاجون حقًا إلى المساعدة». قالت آيفي في سبتمبر: إن الجميع يريدون «دواء عالي الجودة بتكلفة معقولة متاحة للجميع»، ولكن سنّ سياسة كهذه سيتطلب معرفة كيفية الدفع لها.

### السياسة البيئية
عينت آيفي في أكتوبر عام 2018 كلًا من روبي إل. بيري وكيفن ماكينستري في لجنة إدارة البيئة في آلاباما.

## الحياة الشخصية
تزوجت آيفي وتطلقت مرتين دون أن تنجب أطفالًا. خطبت زوجها الأول بن لارافيا، أثناء دراستهما في جامعة أوبرن.
شُخصت آيفي بسرطان الرئة في عام 2019. تلقت علاجًا للمرضى غير المقيمين في جامعة آلاباما في برمنغهام في 20 سبتمبر 2019. وقالت: «أنا واثقة من خطة الله والغرض من أجل حياتي».

## التاريخ الانتخابي
| النتائج الجمهورية التمهيدية |                      |                      |         |        |
| الحزب                       | الحزب                | المُرشح               | الأصوات | %      |
|                             | جمهوري               | كاي آيفي (الحاكم)    | 330,743 | 56.1%  |
|                             | جمهوري               | تومي باتل            | 146,887 | 24.9%  |
|                             | جمهوري               | سكوت داوسون          | 79,302  | 13.5%  |
|                             | جمهوري               | بيل هايتاور          | 29,275  | 5.0%   |
|                             | جمهوري               | مايكل ماكاليستر      | 3,326   | 0.6%   |
| عدد الأصوات الإجمالي        | عدد الأصوات الإجمالي | عدد الأصوات الإجمالي | 589,533 | 100.0% |

| انتخابات حاكم آلاباما لعام (2018) |                    |                   |           |        |        |
| الحزب                             | الحزب              | المُرشح            | الأصوات   | %      | ±      |
|                                   | جمهوري             | كاي آيفي (الحاكم) | 1,022,457 | 59.46% | -4.10% |
|                                   | ديمقراطي           | والت مادوكس       | 694,495   | 40.39% | +4.15% |
|                                   | المجموع            | الاقتراع          | 2,637     | 0.15%  | -0.05% |
| عدد الأصوات الكلي                 | عدد الأصوات الكلي  | عدد الأصوات الكلي | 1,719,589 | 100.0% | N/A    |
|                                   | تحت حكم الجمهوريين |                   |           |        |        |